# Бларјан
Бларјан (фр. Blarians) насеље је и општина у источној Француској у региону Франш-Конте, у департману Ду која припада префектури Безансон.
По подацима из 2011. године у општини је живело 55 становника, а густина насељености је износила 68,75 становника/km². Општина се простире на површини од 0,8 km². Налази се на средњој надморској висини од 237 метара (максималној 267 m, а минималној 227 m).

## Демографија
| 1962. | 1968. | 1975. | 1982. | 1990. | 1999. | 2011. |
| ----- | ----- | ----- | ----- | ----- | ----- | ----- |
| 26    | 35    | 39    | 57    | 47    | 42    | 55    |

График промене броја становника у току последњих година